# 百事零度
百事零度（Pepsi Next）是百事可乐公司生产的可乐型碳酸饮料，屬於百事可乐系列。百事零度含有果葡糖浆、蔗糖和三氯蔗糖。面向与减肥者以及不喜欢太甜可乐的消费者。
2013年6月15日，百事公司在Facebook上告知消费者：新配方的百事可乐将不再含有阿斯巴甜，这种人造甜味剂用于包括百事清怡在内的大量产品。所以，在此之后美国销售的部分百事可乐包装上写着“不含阿斯巴甜”，但是，作为甜味剂的乙酰磺胺酸钾仍然存在于百事可乐配方之中。
除美国外，百事零度还在加拿大、荷兰、芬兰和新西兰等地销售。

## 研制
Pepsi Edge是百事可乐的第一款中卡路里可乐，推出于2004年，两年后便停产。百事可乐在二十世纪初发现了客户对中卡路里饮料的热情，然后发布了不到经典版本一半热量的Gatorade版本，而在2011年推出的Trop50是一种仅含有50％卡路里的混合果汁饮料。
2007年9月，百事公司在美国专利商标局申请了“Pepsi Next”和“Diet Pepsi Next”商标。
2010年，百事公司开始对百事零度展开市场研究。 2011年6月，百事公司宣布百事零度将进入两个市场进行试销，即爱荷华州的Cedar Rapids和威斯康星州的Eau Claire。测试结束后，百事公司于2012年2月27日正式宣布百事零度上市。
在澳大利亚市场，百事零度由澳洲玉泉装瓶，甜菊甜味剂与普通百事零度相比降低了30％。百事零度于2013年3月在法国上市，2014年3月在芬兰和加拿大上市。甜叶菊提取物主要用于用于以上三个市场。

## 反响和口味
Marvo 认为，虽然百事零度含有三种人造甜味剂，并且比普通百事可乐少了60％的卡路里，但却很难品尝到百事可乐的任何“风味”。但它不像普通的百事可乐；没有普通的百事可乐那么甜，而且口感过于顺滑。百事零度和百事可乐在风味上存在很大差异。百事零度有一种略强的可乐味道，这会使他的味蕾感受到柠檬味。
根据BevReview的说法，百事零度的入口口味与原来的百事可乐类似，但接下来却能品尝到人造甜味剂带来的不太好的味道。

## 销售
在百事零度上市后后，百事公司推出了一个电视广告，描绘了一对年轻夫妇正在饮用百事零度的画面。Paula Patton和Nicki Minaj参与了百事零度的广告拍摄。Nicki Minaj继Paula Patton后又为百事可乐拍摄了一部电视广告。
百事公司制作了一系列互联网平面广告，一罐百事零度的图片上面写着：真正的可乐味道，仅含60％的糖，喝了才知道。（Real Cola Taste, 60% Less Sugar, Drink It To Believe It.）
在2013年的超级碗比赛中，百事公司在半场之的广告时间（以百事零度的“品牌形象大使”Beyonce为广告）宣传百事零度。百事零度广告的独特之处在于它展示了百事零度消费者的照片。 百事可乐要求消费者在超级碗比赛前上传自己的照片。